# مسجد چهل محراب
مسجد چهل محراب مربوط به سدهٔ ۷ تا دوره معاصر است و در یزد، محله فهادان، نزدیک مدرسه ضیائیه واقع شده و این اثر در تاریخ ۱۸ آبان ۱۳۷۸ با شمارهٔ ثبت ۲۴۴۱ به‌عنوان یکی از آثار ملی ایران به ثبت رسیده است.